# Marégraphe

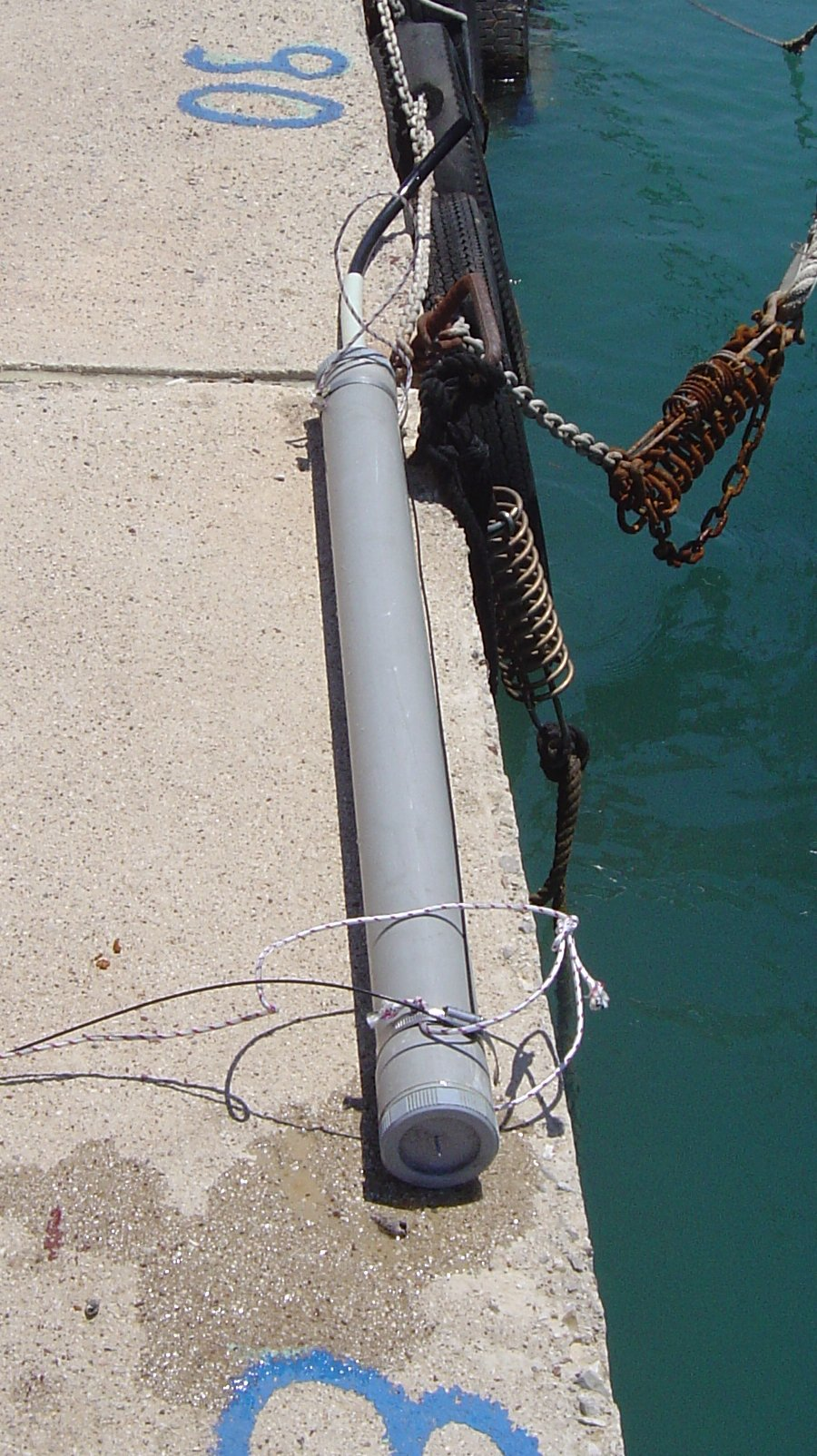
Exemple de marégraphe avant son immersion.

Un marégraphe est un appareil enregistreur permettant de mesurer le niveau moyen des mers  (ou d'un fleuve) à un endroit donné sur une durée déterminée.

## Principe
Le principe du marégraphe est simple, situé dans un emplacement précisément identifié, le marégraphe enregistre le niveau de la mer au cours du temps. La complexité du marégraphe ne réside donc pas dans son principe mais dans la technologie mise en jeu, pour l'étalonnage des mesures, l'enregistrement, etc.

## Typologie

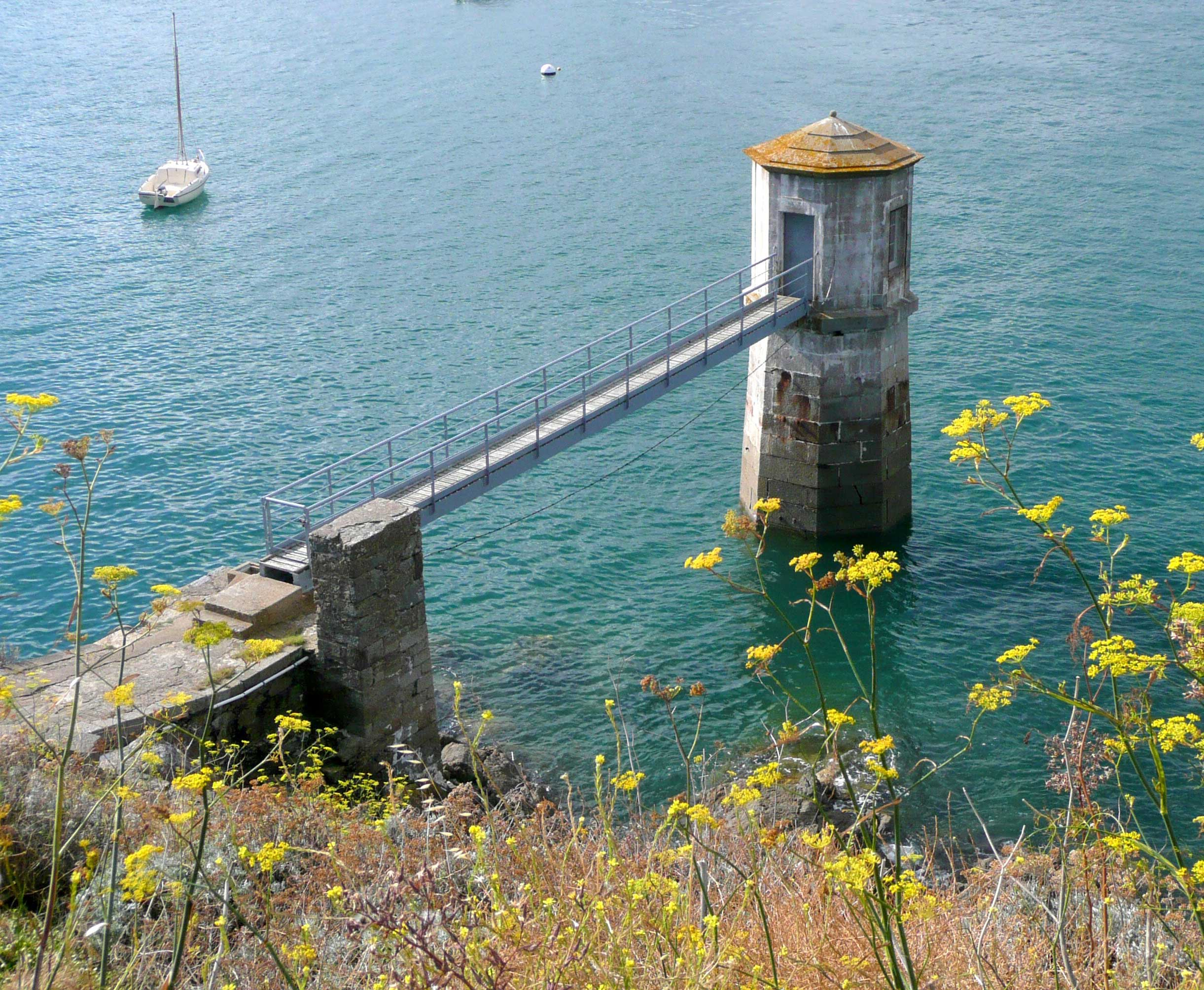
Tour du marégraphe de la Rance à Saint-Malo (France), construit en 1844 et aujourd'hui utilisé par l'usine marémotrice de la Rance.

Il existe différents types de marégraphe. Il est possible de les séparer en deux classes : les marégraphes de surface (type 1) et les marégraphes plongeurs (types 2 et 3).

### Type 1 - échelles et marégraphes à flotteur
Pour effectuer des mesures du niveau de la mer il semble logique de se placer au niveau de la surface et d'enregistrer les évolutions de cette surface dans le temps. Deux types de marégraphes fonctionnent suivant ce principe. D'une part les échelles, on peut encore en voir dans certains ports et à proximité des ponts qui enjambent les rivières, leur principe est simpliste : il revient à placer une référence graduée à partir du fond, en essayant au maximum de faire coïncider le zéro instrumental au zéro hydrographique et à faire une mesure directe du niveau de la surface. C'est seulement la simplicité de la technique qui la rend intéressante car la présence d'un observateur est requis  et  un enregistrement pérenne de la mesure est impossible. Et d'autre part, les marégraphes à flotteur ont un principe quasiment aussi simple que les échelles. Ils sont plongés dans un puits de tranquillisation dans le but de les mettre à l'abri de la houle et des clapots, les flotteurs oscillent en fonction des marées et par un système de poulies les mesures s'effectuent sur un papier qui se déroule en fonction du temps : c'est le marégramme. Mais les mesures sont souvent trop imprécises ; en effet la précision dépend dans un premier lieu de celui qui observera et reportera les mesures.

### Type 2 - marégraphes numériques côtiers
Il existe un autre type de marégraphes, ce sont les marégraphes numériques côtiers. Ils fonctionnent par un principe d'émission et de réception d'ondes acoustiques (40-50 kHz) ou radar (> 1 GHz). Un transducteur est placé au-dessus de la surface de l'eau. Une onde est émise et le signal réfléchi  capté. Le temps écoulé entre l'émission et la réception du signal permet de connaître la hauteur de la colonne d'eau. Les mesures sont moyennées afin de limiter les imprécisions dues au clapot.

### Type 3 - marégraphes de pression de fond
La seconde catégorie de marégraphes est constituée de marégraphes à capteur de pression. Placés au fond de l'eau, ils mesurent la pression environnante. Cette pression est propre à la hauteur de la colonne d'eau et de la pression atmosphérique en surface. Ces marégraphes fonctionnent en parallèle avec une équation qui calculera la hauteur du niveau de la mer par le fond ; d'où pour obtenir les variations du niveau de la mer par l'équation, la connaissance de la pression atmosphérique et de la densité de l'eau est indispensable. L'équation est
avec :
- {\displaystyle P} : la pression ;
- {\displaystyle \rho } : la masse volumique ;
- {\displaystyle g} : l'accélération du champ de pesanteur terrestre (environ 9,81 m s−2) ;
- {\displaystyle -H} : la profondeur par rapport à une référence ;
- {\displaystyle \eta } : l'élévation de surface.

Le marégraphe de pression de fond est constitué d'un quartz dont la pression fait varier la fréquence par effet piézo-électrique. Cette fréquence est enregistrée puis intégrée sur une période afin d'enlever les effets de la houle. La fréquence propre du quartz dépend de la température, il est donc nécessaire d'effectuer une mesure de la température parallèlement à la mesure de pression. Ce type d'appareil possède une précision de mesure autour de 2 à 3 cm, cela dépend de la précision des mesures faites pour la température et la pression atmosphérique.

## Marégraphes en France
Les données préhistoriques et même historiques sont éparses. Elles ont d'abord été rassemblées par des astronomes tels que Philippe de La Hire et Jean Picard (qui installent le marégraphe (échelles de marée) du Port de Brest en 1679, le premier de France). Puis l'administration et des savants parisiens font installer d'autres échelles de marée, relevées par des observateurs locaux à la demande de savants de l’Académie royale des sciences. Le protocole de mesure n'est pas exactement le même selon les observateurs. Des « marégraphes analogiques » fonctionnant suivant un même protocole sont ensuite installés et utilisés (de 1840 à 1940 environ, partiellement automatisé par l'ingénieur hydrographe Chazallon, pour le compte d'un nouveau Service des marées créé après 1850). Chazallon utilise les premiers marégraphes à flotteurs pour mieux analyser et prédire les variations de marée (le premier « annuaire de marée » est publié en 1839). Le ministère des Travaux publics développe aussi de son côté un réseau de marégraphes, pour ses propres besoins (Ponts et Chaussées et Nivellement général de la France qui ont besoin de ces données pour la gestion des écluses et de certaines voies navigables, pour quantifier et gérer les crues, pour les installations et travaux portuaires ou les constructions d’ouvrages côtiers, et enfin pour connaître le niveau moyen de la mer qui est la base de définition de l’altitude de référence en France).
Aux XIXe et XXe siècles, les ports français équipés ou ayant été équipés sont :
- le Port de Dunkerque (1865-1899) ;
- le Port de Calais (1891-1899) ;
- le Port de Boulogne-sur-Mer (1876) ;
- le port de Rouen ;
- le Port du Havre (1850-1934 ou plus tard) ;
- le Port de Cherbourg (1846-1920) ;
- le Port de Saint-Malo (Saint-Servan) (1850-1917) ;
- le Port de Heaux de Brehat (1889–1896) ;
- le Port de Brest (1846-) ;
- le Port de Saint-Nazaire (1863-1934 ou plus tard) ;
- le Port de Rochefort (1860-1918) ;
- le Port de Fort Énet (1859-1973) ;
- le Port de Fort-Boyard (1873-1909) ;
- le Port de La Rochelle (1863-1874) ;
- le Port de Cordouan (1905-1934 ou plus tard) ;
- le Port d'Arcachon (1877-?) ;
- le Port du Boucau (1899-1934 ou plus tard) ;
- le Port de Saint-Jean-de-Luz (Socoa) (1875-1920) ;
- le Port de Sète (1857-?) ;
- le Port de Marseille (1885)[10] ;
- le Port de Toulon (1844-1861) ;
- le Port de Nice.

Récemment les réseaux de marégraphes sont devenus numériques et automatiques (mais ils peuvent parfois subir des pannes).

### Brest

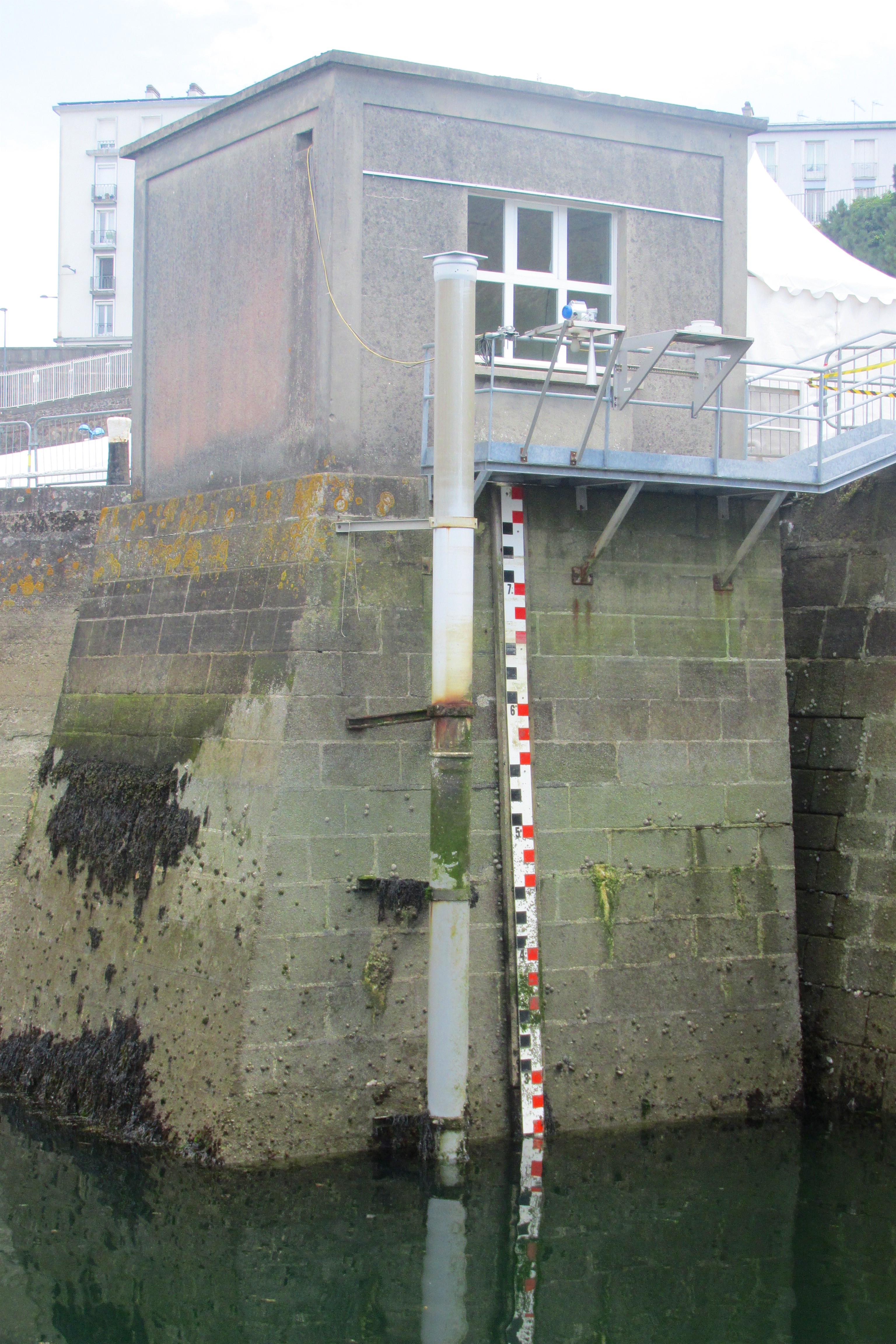
Le marégraphe de Brest

D'après N. Pouvreau, les premières mesures marégraphiques faites à Brest remontent à 1679, par les astronomes Jean Picard et Philippe de La Hire. Le premier appareil à  enregistrement automatique date de 1846, installé par l'ingénieur hydrographe de la Marine Antoine-Marie-Rémi Chazallon (1802-1872). Il sera opérationnel sur près de 100 ans jusqu'en 1944 où il sera détruit lors des bombardements de la ville. Le service hydrographique et océanographique de la marine (SHOM) opère un marégraphe numérique sur l'observatoire de marée de Brest depuis 1993. La série temporelle du marégraphe de Brest couvre près de 300 ans et fait de Brest la série de mesures du niveau de la mer la plus longue en France voire du monde. Les données sont visualisables en temps quasi-réel et en temps différé et téléchargeables sur le portail des Réseaux de référence des observations marégraphiques REFMAR. Les niveaux moyens (journaliers, mensuels et annuels) sont quant à eux disponibles sur le portail SONEL.

### Marseille

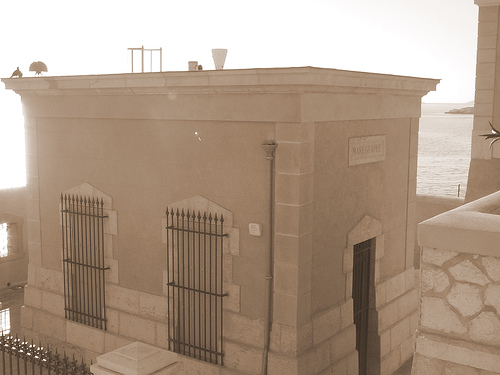
Le marégraphe de Marseille.

Le marégraphe, le plus ancien de France et l'un des plus anciens d'Europe, fut mis en place en 1883 au numéro 174 de la Corniche à Marseille, dans l'Anse Calvo. Le but est de déterminer une origine des altitudes françaises. Les mesures ont été effectuées en continu du 1er janvier 1884 au 31 décembre 1896, sur 13 ans. Le 1er janvier 1897, la moyenne arithmétique de l'ensemble des mesures effectuées pendant ces treize années a déterminé le niveau moyen de la mer en ce lieu. Ce niveau moyen a été adopté comme l'altitude zéro de référence français. Pour leur intérêt patrimonial, le marégraphe mécanique et les bâtiments qui l'abritent sont classés depuis 2002 parmi les monuments historiques. En septembre 2013, à l'occasion de la conjonction de Marseille-Provence 2013 capitale européenne de la culture et des journées européennes de la culture, l'observatoire a été présenté au public par l'IGN et le SHOM. Le MCN fait partie d'un réseau national d'observatoires marégraphiques, gérés par le SHOM et d'un réseau mondial. Les données sont visualisables en temps quasi-réel et en temps différé et téléchargeables depuis le portail des Réseaux de référence des observations marégraphiques REFMAR. Les niveaux moyens (journaliers, mensuels et annuels sont quant à eux disponibles sur le portail SONEL. Depuis le début de ces mesures et relativement à ce repère, la mer a monté de 16 centimètres.

### Rouen

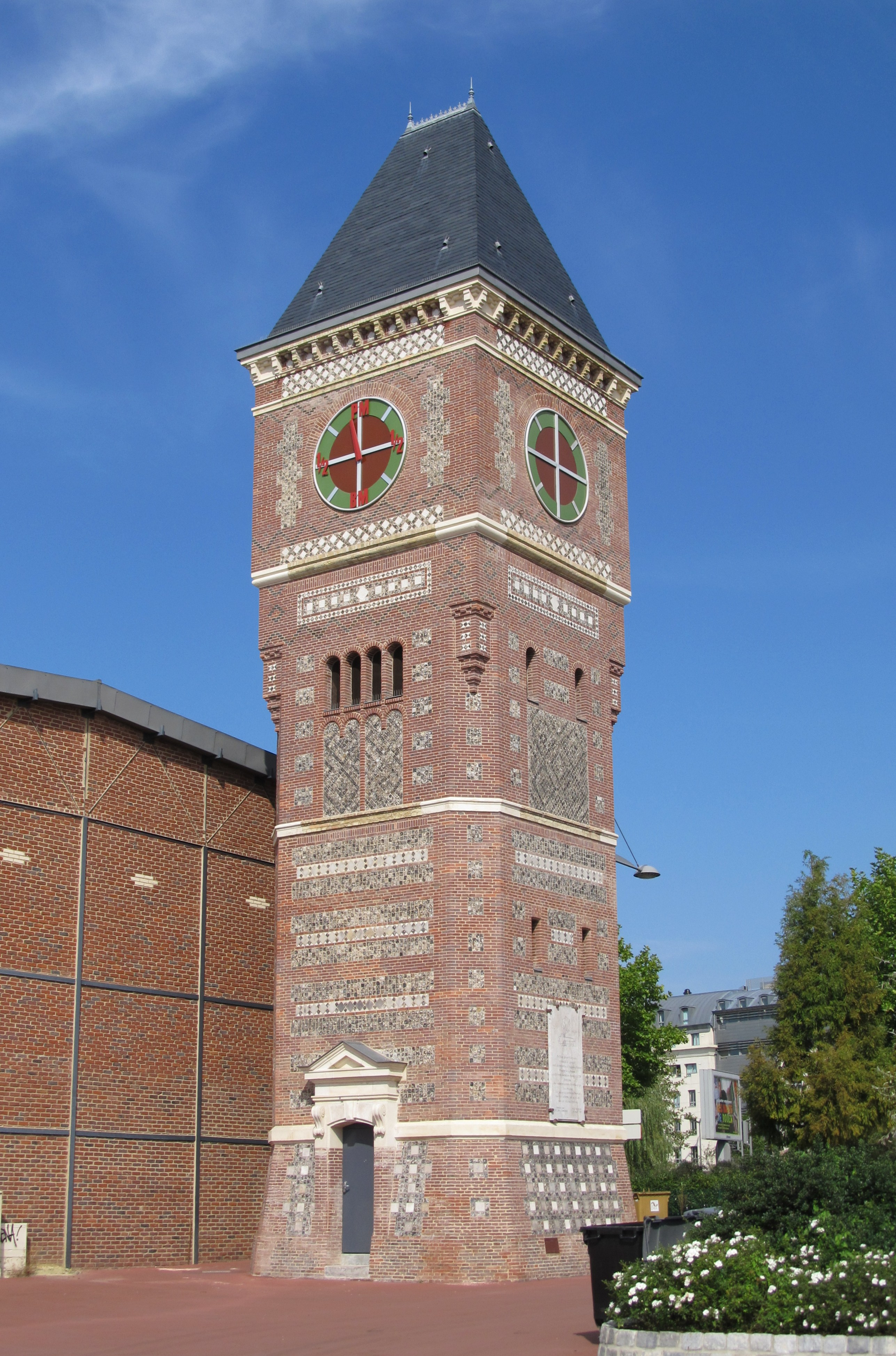
Château d'eau-marégraphe no 1 de Rouen
Le cadran de gauche (vers la Seine) indique la hauteur de la marée.

Il s'agit de deux tours sur les quais rive droite de la Seine à Rouen connues sous le nom de « marégraphe ». Ces tours, conçues dans un style éclectique par l'architecte Lucien Lefort, étaient avant tout des accumulateurs hydrauliques servant à fournir l'énergie aux grues du port,. La première érigée en 1891 ne possédait pas de marégraphe à l'origine, ce n'est que deux ans plus tard qu'on y a adjoint un marégraphe et une horloge. Le cadran semblable à celui d'une horloge est visible du fleuve. Il est divisé en quatre parties par une ligne verticale blanche et une ligne horizontale de même couleur. Au sommet de la ligne verticale est inscrit en lettre capitale rouge PM, comme Pleine Mer, et en bas de cette ligne, toujours en lettre capitale rouge BM, comme Basse Mer. Aux deux extrémités de la ligne horizontale sont inscrits ½, comme demi marée. L'aiguille de couleur rouge tourne dans le sens des aiguilles d'une montre.
En 2009, cette tour et son marégraphe ont été restaurés.
L'autre tour, d'aspect plus banal, a été construite en 1910 et directement équipée d'un marégraphe.

### Le Havre
La mise en service du paquebot Normandie à la fin des années 1930 , que l'on supposait être une ère nouvelle dans le développement des paquebots transatlantiques, s'était accompagnée de divers travaux d'ingéniérie terrestre. À Saint Nazaire une cale de lancement permettant la construction de navires de plus de 300M Hors-tout ainsi qu'un bassin de radoub géant (la forme Joubert) avaient été créés. Au Havre , port d'attache des paquebots de la Transat et tête européenne de la ligne de New-York une gare maritime révolutionnaire, de style Art - Déco, due à l'architecte Urbain Cassan  , utilisant les techniques du béton armé en voile mince et éclairée par des milliers de pavés de verre enchassés dans le toit avait été réalisée en bordure du quai Johannès Couvert (Bassin aujourd'hui remblayé en partie , l'emplacement étant occupé par la salle de spectacles 'Le Volcan" due à l'architecte Oscar Nimeyer).
Cette gare maritime comportait une tour marégraphe très haute (elle servait d'amer) et comportait une échelle de lecture verticale visible à grande distance , donnant en temps réel la hauteur d'eau dans les bassins du port du Havre, y compris de nuit grâce à un puissant éclairage électrique.
Détruite lors des bombardements de la seconde guerre mondiale , elle ne fut pas reconstruite.

### Saint-Malo - Saint-Servan
Le marégraphe de Saint-Malo (initialement marégraphe de Saint-Servan, avant la fusion des deux communes en 1967) fut construit par la direction hydraulique de Brest au milieu du XIXe siècle sur l'embouchure de la Rance. Il se situe à côté du port des Saint-Pères, au pied de la cité d'Aleth. Il est encore utilisé aujourd'hui pour le fonctionnement du barrage de la Rance. Il s'agit d'une tour creuse, de 5 mètres de large à sa base et 3,5 mètres à son sommet par laquelle on accède par une rampe de 19 mètres. L'eau de mer y entre par une ouverture toujours immergée au pied de la tour (pour éviter les interférences dues aux vagues). La chambre d'observation a accueilli à partir de 1849 un marégraphe mécanique conçu d'après les plans de l'ingénieur hydrographe Chazallon. Ce dernier appareil fonctionna jusqu'en 1917. Les observations analogiques sont conservées aux archives du SHOM. Le marégraphe fut construit sur un antique lieu d'échouage des navires approvisionnant Aleth. On retrouve d'ailleurs sous la rampe d'accès les vestiges d'une maçonnerie gallo-romaine. Endommagé en août 1944 lors des combats pour la libération de Saint-Malo, le marégraphe fut rénové en 1970. Aujourd'hui, le niveau de la mer est observé à Saint-Malo. Les données sont visualisables en temps quasi-réel et en temps différé et téléchargeables après inscription sur le portail des Réseaux de référence des observations marégraphiques REFMAR. Les niveaux moyens (journaliers, mensuels et annuels) sont quant à eux disponibles sur le portail SONEL.

### Coordination
À la suite du livre bleu Stratégie nationale pour la mer et les océans de 2009, une instruction interministérielle signée du 1er ministre le 20 avril 2010, rappelle les enjeux de connaissance du niveau marin et de ses évolutions et cadre les modalités d'acquisition, de qualification (marégraphie), de transmission, de gestion, d'archivage et de diffusion des données résultant des observations in situ effectuées par divers acteurs (hors moyens de télédétection aérienne ou satellitaire). Elle identifie le Service hydrographique et océanographique de la Marine (SHOM) comme « référent national pour le « niveau de la mer », notamment chargé de coordonner le travail d'observation, qui est maintenant disponible pour ce qui concerne les réseaux de référence des observations marégraphiques (REFMAR).